# گرگ‌مارها
لیکودون(نام علمی: Lycodon) نام یک سرده از تیره قمچه‌ماران است.